# La donna che vinse il destino
La donna che vinse il destino (The Woman Who Walked Alone) è un film muto del 1922 diretto da George Melford. La sceneggiatura si basa su The Cat That Walked Alone, racconto di John Colton di cui non si conosce la data di pubblicazione.
Il film ha la supervisione (non confermata) di Penrhyn Stanlaws e Thompson Buchanan.
James Wong Howe appare come secondo assistente alla macchina da presa.

## Trama

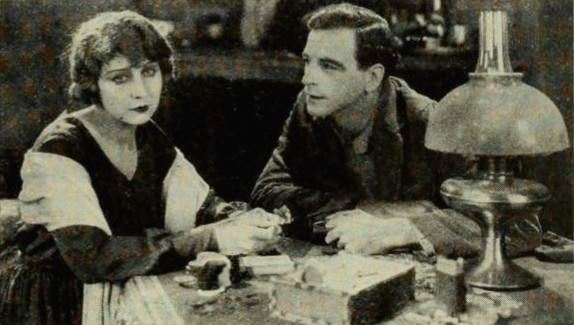
Dorothy Dalton e Milton Sills

Sposata al conte di Lemister con un matrimonio di convenienza, Iris Champneys compromette la sua reputazione per aiutare la sorella che, dopo essere stata sedotta, deve recuperare delle lettere che potrebbero rovinarla. Lemister, pensando che la moglie l'abbia tradito, chiede il divorzio.
Clement Gaunt, un ex dipendente del conte innamorato di Iris, in Sudafrica è diventato caposquadra in un ranch. Qui, però, viene accusato dell'assassinio del proprietario che, in realtà, è stato ucciso dalla moglie Hannah. Sette anni dopo, in fuga dalla polizia, Clement incontra Iris, diventata locandiera in una taverna che si trova lungo la strada carovaniera. Conosciuta la storia di Clement, Iris parte a cavallo per andare da Hannah, alla quale porta la notizia della morte di Gaunt, giustiziato per l'omicidio. Quando però la polizia arriva a casa di Hannah insieme a Clement, credendo di trovarsi davanti a un fantasma, i nervi della donna cedono e confessa di essere stata lei a sparare al marito. Clement, finalmente libero da ogni accusa, può iniziare una nuova vita insieme all'amata Iris.

## Produzione
Il film fu prodotto dalla Famous Players-Lasky Corporation.

## Distribuzione
Il copyright del film, richiesto dalla Famous Players-Lasky Corp., fu registrato il 7 giugno 1922 con il numero LP17948.
Distribuito dalla Famous Players-Lasky Corporation e dalla Paramount Pictures, il film - presentato da Jesse L. Lasky - uscì nelle sale cinematografiche statunitensi l'11 giugno 1922. In Italia, uscì l'anno successivo.
Copia della pellicola si trova conservata negli archivi di Mosca della Gosfilmofond.